# Гереншер, Диана
Диана Гереншер (Diane Gerencser, род. 27 января 1972 года) — фигуристка, выступавшая в танцах на льду. Она представляла Швейцарию сначала с Бернаром Колумбергом и Александром Станиславовым, затем Италию с Паскуале Камерленго. С Колумбергом она трижды каталась на чемпионатах мира и Европы, где лучшим результатом стало 15-е место на чемпионате Европы 1991 года. Со Станиславовым высшим местом было 13-е на чемпионате Европы 1995 года. Гереншер и Камерленго представляли Италию на Олимпийских играх 1998 года, где заняли семнадцатое место. Шестикратная чемпионка Швейцарии.

## Результаты

### С Камерленго
| Соревнование/Сезон | 1996–1997 | 1997–1998 |
| ------------------ | --------- | --------- |
| Зимние Олимпиады   |           | 17        |
| Чемпионаты мира    |           | 16        |
| Чемпионаты Европы  | 11        | 13        |
| Autumn Trophy      | 2         |           |

### С Колумбергом
| Соревнование/Сезон         | 1992–93 | 1993–94 | 1994–95 |
| -------------------------- | ------- | ------- | ------- |
| Чемпионаты мира            | 18      | 23      | 20      |
| Чемпионаты Европы          | 16      | 17      | 15      |
| Чемпионаты Швейцарии       | 1       | 1       | 1       |
| Skate Canada International |         |         | 8       |
| Trophée Lalique            |         |         | 8       |
| Nations Cup                |         |         | 8       |

### С Станиславовым
| Соревнование/Сезон         | 1988–89 | 1989–90 | 1990–91 |
| -------------------------- | ------- | ------- | ------- |
| Чемпионаты мира            | 24      | 15      | 16      |
| Чемпионаты Европы          | 19      | 16      | 13      |
| Чемпионаты Швейцарии       | 1       | 1       | 1       |
| Trophée Lalique            | 7       | 7       | WD      |
| WD = Снялся с соревнования |         |         |         |